# Uralo-sibiriska språk
De uralo-sibiriska språken utgör en hypotetisk språkfamilj bestående av uraliska språk, jukagiriska, tjuktji-kamtjatkanska språk och eskimåisk-aleutiska språk. Teorin presenterades 1998 av Michael Fortescue i hans bok Language Relations across Bering Strait. Teorin har fortfarande inte blivit allmänt accepterad.

## Bakgrund
Strukturella likheter mellan de uraliska språken och de eskimåisk-aleutiska språken iakttogs tidigt. År 1746 jämförde den danske teologen Marcus Wøldike grönländskan med ungerskan. År 1818 föreslog Rasmus Rask att grönländskan är besläktad med de uraliska språken, i synnerhet med finskan, och presenterade då en lista över lexikala likheter (Rask ansåg även att de uraliska språken var besläktade med de altaiska språken. År 1959 publicerade Knut Bergsland artikeln The Eskimo-Uralic Hypothesis där han, liksom flera tidigare författare, presenterade ett antal grammatiska likheter och ett litet antal lexikala likheter. År 1962 föreslog Morris Swadesh att de eskimåisk-aleutiska språken och de tjuktji-kamtjatkanska språken var besläktade. År 1998 presenterade Michael Fortescue detaljerade argument i sin bok Language Relations across Bering Strait. Titeln är nästan identisk Morris Swadeshs artikel från 1962; Linguistic relations across the Bering Strait.

## Bevis

### Fonologi
Konsonanterna hos de rekonstruerade protospråken för de fyra uralo-sibiriska språkfamiljerna uppvisar stora likheter. En delad egenskap är att det endast förekommer tonlösa och inga tonande klusiler medan det finns ett antal tonande (men inte tonlösa) icke-sibilanta frikativor med samma artikulationsställen (labiala, dentala, palatala och velara; i jukagiriska, tjuktji-kamtjatkanska språk och eskimåisk-aleutiska språk även uvulara). Det finns även nasaler på samma artikulationsställen. Utöver detta finns det tre sibilanter, såväl som likvidor och halvvokaler.

### Morfologi
Gemensamma morfologiska element hos de uralo-sibiriska språkfamiljen är följande:
*-t plural
*-k dual
*m- första person
*t- andra person
*ka interrogativa pronomen
*-n genitiv  
Förespråkare för den nostratiska hypotesen anser att dessa likheter utgör bevis för den nostratiska språkfamiljen.